# 6 février
Pour les articles homonymes, voir Six-Février.
6 janvier 6 mars
Chronologies thématiques
- Croisades
- Ferroviaires
- Sports
- Disney
- Anarchisme
- Catholicisme

Abréviations / Voir aussi
- (° 1852) = né en 1852
- († 1885) = mort en 1885
- a.s. = calendrier julien
- n.s. = calendrier grégorien
- Calendrier
- Calendrier perpétuel
- Liste de calendriers
- Naissances du jour

Le 6 février est le 37e jour de l'année du calendrier grégorien (il en reste ensuite 328, 329 lorsqu'elle est bissextile).
Son équivalent du 6 februarius était noté ante diem octavum idus, en tant que lendemain des nones dudit mois (longtemps dernier) de l'année du calendrier romain, puisant semble-t-il ses origines bien avant le légendaire Romulus au VIIIe siècle av. J.-C. et notre n.s. (ci-contre en légende marginale), et à huit jours des ides de février à venir.
C'était généralement le 18 pluviôse du calendrier républicain ou révolutionnaire français, officiellement dénommé jour de l'if.

## Événements

### XIIIesiècle
- 1221 : mariage du roi d'Aragon Jacques Ier avec Aliénor de Castille.[réf. nécessaire]

### XIVesiècle
- 1340 : Édouard III est reconnu « roi d'Angleterre et de France » à Gand (actuelle Flandre belge).

### XVIesiècle
- 1577 : Henri III de Navarre est reconnu comme chef du parti huguenot français.

### XVIIesiècle
- 1626 : sur proposition de Richelieu, rédaction d'un édit royal contre les duellistes, qui se voient privés de noblesse ; le duel ayant entraîné mort d’homme est considéré comme un crime de lèse-majesté[1].
- 1650 : visite du roi Louis XIV à Rouen[2].
- 1685 : Jacques II d'Angleterre (alias Jacques VII d'Écosse) accède à l'un de ses deux trônes.

### XVIIIesiècle
- 1701 : début de la guerre de Succession d'Espagne : l'armée française occupe le sud des Pays-Bas espagnols[3].
- 1715 : la paix d'Utrecht[4] met fin à la guerre entre l'Espagne et le Portugal[5].
- 1778 : signature du traité franco-américain d'amitié et de commerce.
- 1794 : troisième bataille de Legé, pendant la guerre de Vendée.

### XIXesiècle
- 1806 : bataille de San Domingo.
- 1819 : la Compagnie anglaise des Indes orientales établit un comptoir à Singapour.
- 1840 : signature du traité de Waitangi en Nouvelle-Zélande.
- 1850 : en Prusse, la Constitution de 1848 est révisée, par l'introduction du système électoral des « trois classes », fondamentalement antidémocratique[6].
- 1862 : victoire de Andrew Hull Foote à la bataille de Fort Henry pendant la guerre de Sécession.
- 1863 : Napoléon III proclame l'Algérie « royaume arabe ».
- 1869 : la Grèce accepte d'évacuer la Crète sous la pression des grandes puissances européennes[7].
- 1899 : ratification par le Sénat américain du traité de Paris.

### XXesiècle
- 1902 : convention « Bonhoure-Chefneux » portant sur la construction d'un chemin de fer Djibouti-Addis-Abeba.
- 1919 : les femmes obtiennent le droit de vote au Luxembourg.
- 1922 : traité de Washington interrompant la construction de navires de guerre pour dix ans et limitant la flotte de chaque pays.
- 1934 :
  - en France, émeutes anti-républicaines. De violents incidents opposent, sur la place de la Concorde et alentour, à Paris, des ligues d’extrême droite et d'anciens combattants, aux forces de l’ordre (dont la Garde républicaine à cheval), avec un bilan humain de 16 morts, dont un policier, 2 300 blessés, dont 664 policiers et soldats, des chevaux de la Garde blessés aux jarrets[8].
  - chute de la République islamique du Turkestan Oriental
- 1935 : le VIIe congrès des soviets propose de modifier la constitution de l'URSS[9].
- 1941 : Staline succède à Molotov et devient chef du gouvernement soviétique (officiellement président du Conseil des commissaires du peuple).
- 1945 :
  - libération d'Ensisheim par le 21e régiment d'infanterie colonial.
  - exécution de Robert Brasillach au fort de Montrouge, pour intelligence avec l'ennemi.
- 1951 : l'armée canadienne entre en campagne lors de la guerre de Corée.
- 1952 : mort du roi George VI du Royaume-Uni auquel succède à 25 ans sa fille aînée la princesse et duchesse d'Édimbourg Élisabeth qui apprend la nouvelle depuis l'Afrique de l'est[10].
- 1954 : 
  - l'assemblée constituante du Cachemire demande le rattachement à l'Inde.
  - résolution no 112 du Conseil de sécurité des Nations unies (admission de nouveaux membres comme le Soudan).
- 1968 : les étudiants italiens occupent les facultés de droit, de sciences politiques et de statistiques.
- 1984 : des milices antigouvernementales s'emparent du contrôle de la plus grande partie des quartiers musulmans de Beyrouth et réclament la démission du président chrétien Amine Gemayel.
- 1991 : en pleine guerre du Golfe arabo-persique de libération du Koweït, l'Irak rompt ses relations diplomatiques avec la France, les États-Unis, le Royaume-Uni, l'Italie, l'Arabie saoudite et l'Égypte, tous États membres de la coalition contre lui.
- 1992 : attentat à la voiture piégée à Madrid (Espagne), perpétré par le groupe armé séparatiste basque ETA.
- 1998 : Décès du célèbre chanteur autrichien Falco, surnommé le premier rappeur blanc[11],[12].
- 1999 : ouverture à Rambouillet de la conférence de paix sur le Kosovo, qui ne débouche sur aucun accord, en raison de l'intransigeance serbe.
- 2000 : la sociale-démocrate Tarja Halonen devient la première présidente finlandaise.

### XXIesiècle
- 2001 : le chef de la droite nationaliste, Ariel Sharon, est élu Premier ministre d'Israël, face à son rival travailliste Ehud Barak, Premier ministre démissionnaire.
- 2002 :
  - les États-Unis se retirent du traité instituant la Cour pénale internationale.
  - pour la première fois depuis des années, des jeunes filles ont le droit de passer les examens d'admission à l'université de Kaboul.
- 2005 : au Togo, Faure Gnassingbé est élu président de l'Assemblée, après modification de la Constitution par les députés pour lui permettre de succéder légalement à son père.
- 2011 : Jhala Nath Khanal devient Premier ministre du Népal.
- 2019 :
  - en Centrafrique, signature du huitième accord de paix entre le gouvernement et 11 groupes rebelles.
  - au Tchad, fin des bombardements par l'armée française sur une colonne de rebelles de l'UFR.
- 2020 : la ville de Saraqeb est prise par l’armée arabe syrienne. Elle sera reprise par les rebelles trois semaines plus tard, avant d'être à nouveau reprise par l'armée syrienne.
- 2022 : au Costa Rica, le premier tour de l'élection présidentielle a lieu. José María Figueres Olsen et Rodrigo Chaves Robles se qualifient pour le second tour[13].
- 2024 : au Kazakhstan, Oljas Bektenov est nommé Premier ministre du pays[14].

## Arts, culture et religion
- 337 : Jules Ier est élu pape.
- 1813 : première de l'opéra Tancredi de Gioachino Rossini.
- 1831 : couronnement du pape Grégoire XVI.
- 1904 : apparition au générique d'un film de la marguerite qui sert aujourd'hui encore comme logo de Gaumont.
- 1916 : naissance du mouvement « dada » à Zurich.
- 1922 : Pie XI succède à Benoît XV au Vatican.
- 1927 : Yehudi Menuhin, violoniste prodige âgé alors de dix ans, se produit pour la première fois à Paris.
- 1959 : première de La Voix humaine, tragédie lyrique en un acte de Francis Poulenc, salle Favart à Paris.
- 1991 : sortie du film L'Opération Corned Beef de Jean-Marie Poiré avec Christian Clavier, Jean Reno et Valérie Lemercier, détenant le record d'entrées pour l'année.
- 2001 : le Vatican annonce que Jean-Paul II pourrait nommer Saint Isidore de Séville comme saint patron des internautes et des informaticiens.

## Sciences et techniques
- 1800 : Alessandro Volta invente la pile électrique à base de cuivre et de zinc.
- 1971 : Alan Shepard se détend en jouant au golf sur la Lune.
- 1995 : premier arrimage spatial entre la navette Discovery et la station Mir. Le lieutenant-colonel Eileen M. Collins, première femme pilote de navette spatiale, est aux commandes.
- 2018 : premier vol réussi pour le lanceur Falcon Heavy, de SpaceX, qui met en orbite la voiture Tesla Roadster d'Elon Musk.

## Économie et société
- 886 : effondrement du petit-pont à Paris à la suite d'une crue.
- 1881 : fondation de l’Union vélocipédique française, future Fédération française de cyclisme.
- 1917 : premier congrès sámi à Trondheim en Norvège (voir fête nationale lapone in fine).
- 1921 : début des travaux du chemin de fer Congo-Océan qui doit relier l'Afrique centrale à l'océan Atlantique.
- 1933 : explosion aux usines Renault de Billancourt, faisant huit morts et trente-six blessés.
- 1956 : aux États-Unis, manifestations contre l'entrée de la première étudiante noire à l'université d'Alabama.
- 1958 : à Munich, l'avion transportant l'équipe de football de Manchester s'écrase (vingt-et-un morts).
- 1964 :
  - la France et la Grande-Bretagne décident de la construction d'un tunnel ferroviaire sous la Manche, inauguré 30 ans plus tard[15].
  - un avion Ilyushin 18 de la compagnie Aeroflot s'écrase à Samarcande et tue ses 92 passagers et membres d'équipage.
- 1973 : incendie du collège Édouard-Pailleron à Paris (20 morts).
- 1995 : en France, près de 2 700 communes, dans 31 départements, sont reconnues en état de catastrophe naturelle, à la suite de récentes inondations.
- 1996 :

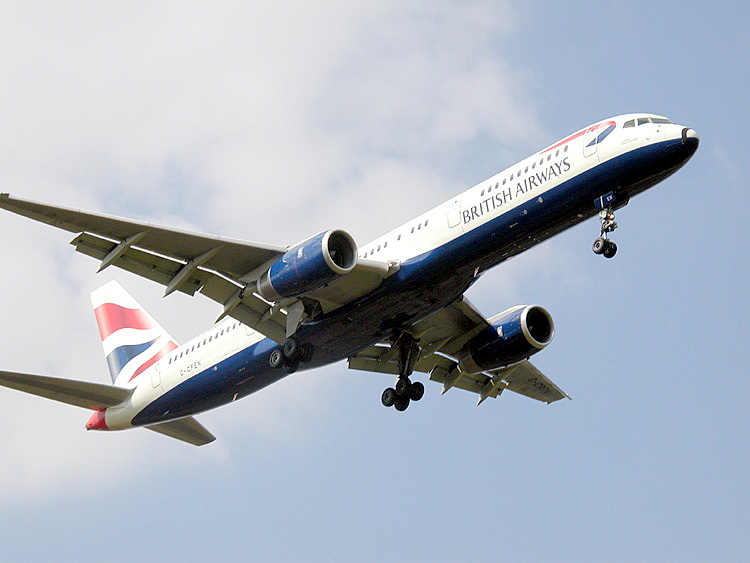
Un Boeing 757.

- - un Boeing 757 de la compagnie charter Alas Nacionales, affrété par la compagnie turque Birgen Air, ramenant un groupe de touristes en Allemagne, s'abîme dans l'Atlantique, au large de la ville touristique de Puerto Plata, en République dominicaine (189 victimes).
  - en Allemagne, plusieurs Länder suspendent leurs importations de viande bovine en provenance de Grande-Bretagne.
- 1998 :
  - le préfet de Corse Claude Érignac, 60 ans, est abattu en pleine rue à Ajaccio par deux hommes armés, en-dehors de l'exercice officiel de ses fonctions.
  - Louis Schweitzer, président de Renault, comparaît devant la justice belge dans le cadre de la fermeture des usines de Vilvorde.
  - le Lista K est identifié au large de l'île de Sein, avec dans son sillage une nappe néfaste longue de 6 milles, sur 20 à 30 mètres de large. Le capitaine grec est condamné à 150 000 F d'amende le 16 juin 1999 par le TGI de Paris[pas clair].
- 2002 : selon l'INSEE, la France compte 61,1 millions d'habitants, et le record des naissances de 2000 s'est poursuivi en 2001 avec 774 800 nouveau-nés.
- 2004 :
  - le ministre de l'Intérieur Nicolas Sarkozy et le maire de Paris Bertrand Delanoë inaugurent à Paris une place portant le nom du préfet de Corse assassiné, Claude Érignac.
  - un attentat dans le métro de Moscou, attribué à des indépendantistes tchétchènes, fait une quarantaine de morts.
  - un séisme, de 6,9 sur l'échelle ouverte de Richter, secoue la Nouvelle-Guinée en tuant au moins 23 personnes.
- 2016 : l'île de Taïwan est frappée par un séisme avec 117 victimes et plus de 500 blessés.
- 2018 : toujours à Taïwan, un nouveau séisme cause la mort de 17 personnes et 285 blessés.
- 2023 : en Turquie et en Syrie, deux séismes non loin de la frontière syrienne, font plus de 39 000 morts et 105 000 blessés dans les deux pays[16].

## Naissances

### IXesiècle
- 885 : Daigo (醍醐天皇), soixantième empereur du Japon de 897 à 930 († 23 octobre 930).

### XVesiècle
- 1465 : Scipione del Ferro, mathématicien italien († 5 novembre 1526).
- 1485 : Jean Kleberger, marchand germano-lyonnais philanthrope († 6 septembre 1546).

### XVIIesiècle
- 1612 : Antoine Arnauld, religieux et logicien français († 8 août 1694).
- 1663 : Armand-Charles Robin, avocat et magistrat français († 25 février 1750).
- 1665 : Anne de Grande-Bretagne, reine d’Angleterre, d'Écosse et d'Irlande († 1er août 1714).
- 1695 : Nicolas Bernoulli (fils), mathématicien suisse († 31 juillet 1726).

### XVIIIesiècle
- 1726 : Patrick Russell, médecin et naturaliste britannique († 2 juillet 1805).
- 1753 : Évariste de Parny, poète français († 5 décembre 1814).
- 1778 : Niccolò Ugo Foscolo écrivain italien († 10 septembre 1827).
- 1800 : Achille Devéria, peintre, illustrateur et graveur français († 23 décembre 1857).

### XIXesiècle
- 1802 : Gustave de Beaumont, homme politique et écrivain français († 30 mars 1866).
- 1830 : Daniel Oliver, botaniste britannique († 21 décembre 1916).
- 1831 : « El Tato » (Antonio Sánchez dit), matador espagnol († 7 février 1895).
- 1837 : Paul Joseph Corta, peintre français († 12 avril 1900).
- 1842 : Jean-Baptiste Gabarra, religieux catholique et historien local français († 3 juin 1925).
- 1843 : 
  - Frederic William Henry Myers, poète, essayiste et parapsychologue britannique ( † 17 janvier 1901).
  - Paul Sébillot, ethnologue et folkloriste breton gallophone († 23 avril 1918).
- 1845 : Paulus, chanteur français et une des premières véritables vedettes du café-concert († 1er juin 1908).
- 1848 : Adam Wilhelm Siegmund Günther, mathématicien allemand († 4 février 1923).
- 1864 : John Henry Mackay, théoricien et propagandiste de l'anarchisme individualiste allemand, poète et écrivain († 16 mai 1933).
- 1872 : Luigi Bertoni, militant et propagandiste anarchiste suisse († 19 janvier 1947).
- 1876 : Eugène-Henri Gravelotte, escrimeur français, champion olympique aux premiers Jeux modernes en 1896 († 23 août 1939).
- 1877 : Pierre Pasquier, gouverneur général français de l'Indochine († 15 janvier 1934).
- 1878 : Gustave Burger homme politique français († 9 mai 1927).
- 1879 :
  - Catherine Cummins, sœur de la Charité irlandaise († 11 novembre 1967).
  - Emile Othon Friesz, peintre français († 10 janvier 1949).
  - Francisque Poulbot, dessinateur et illustrateur français († 16 septembre 1946).
- 1895 : 
  - George Herman « Babe » Ruth, joueur de baseball américain († 16 août 1948).
  - Mario Camerini, réalisateur italien († 4 février 1981).
- 1897 : 
  - Laure Diana, actrice française († 16 décembre 1980).
  - Austin Hudson, homme politique britannique († 29 novembre 1956).
- 1899 : Ramón Novarro, acteur américain († 30 octobre 1968).

### XXesiècle
- 1903 : Claudio Arrau, pianiste chilien († 9 juin 1991).
- 1905 :
  - Władysław Gomułka, homme politique chef d'État de la République populaire de Pologne de 1956 à 1970 († 31 août 1982).
  - Irmgard Keun, romancière allemande († 5 mai 1982).
- 1906 : Paul Winter, athlète français médaillé olympique au lancer de disque († 23 février 1992).
- 1908 : 
  - Amintore Fanfani, homme politique italien (20 novembre 1999).
  - Ludwig Marmulla, politique allemand et résistant au nazisme († 18 novembre 1990).
- 1911 : Ronald Reagan, acteur et homme politique américain, 40e président des États-Unis de 1981 à 1989 († 5 juin 2004).
- 1912 : 
  - Eva Braun, maîtresse d'Adolf Hitler, qui l'épousa avant leur suicide commun († 30 avril 1945).
  - Pierre Lacroix, dessinateur français de bandes dessinées, la majorité des albums de la série des "Bibi Fricotin" († 8 juillet 1994).
- 1916 : John Crank, mathématicien britannique († 3 octobre 2006).
- 1917 :
  - Roger Blais, réalisateur et producteur québécois († 9 novembre 2012).
  - Sári « Zsa Zsa » Gábor, actrice hongroise († 18 décembre 2016).
  - Louis-Philippe de Grandpré, avocat et magistrat québécois († 24 janvier 2008).
- 1918 : Marcel Mouly, peintre français († 7 janvier 2008).
- 1919 : Josef Stalder, gymnaste suisse champion olympique et du monde († 2 mars 1991).
- 1920 : Roger Rocher, industriel et dirigeant de football, notamment de l'ASSE entre 1961 et 1981 († 29 mars 1997).
- 1921 : Irène de Trébert, chanteuse, danseuse et actrice française ( † 13 mai 1996).
- 1922 : Patrick Macnee, acteur britannique naturalisé américain († 25 juin 2015).
- 1924 : Chuck Parsons, pilote automobile américain († 3 janvier 1999).
- 1927 : Robert Chabbal, physicien français († 14 septembre 2020).
- 1929 : 
  - Valentin Ianine (Валентин Лаврентьевич Янин), historien et archéologue russe († 2 février 2020).
  - Pierre Brice, acteur français († 6 juin 2015).
- 1931 :
  - Marc de Georgi, acteur et doubleur vocal français († 13 juin 2003).
  - Mamie Van Doren (Joan Lucille Olander dite), actrice américaine.
  - Elmore Rual « Rip » Torn, acteur américain († 9 juillet 2019).
  - Ricardo Jamin Vidal, cardinal philippin, archevêque émérite de Cebu († 18 octobre 2017).
- 1932 :
  - Camilo Cienfuegos, révolutionnaire cubain († 28 octobre 1959).
  - François Truffaut, cinéaste français († 21 octobre 1984).
- 1936 : Donnie Brooks (en) (John Dee Abohosh dit), chanteur américain († 23 février 2007).
- 1938 : Fred Mifflin (en), contre-amiral et homme politique canadien († 5 octobre 2013).
- 1939 :
  - Jean Beaudin, réalisateur et scénariste québécois († 18 mai 2019).
  - Michael Joseph « Mike » Farrell Jr., acteur, réalisateur et scénariste américain.
- 1940 : Théophane de Poltava, prêtre, archevêque et théologien russe († 12 janvier 1873).
- 1942 : 
  - Jacques Baril, homme politique québécois.
  - Fortunato Frezza, cardinal italien de la Curie romaine.
- 1943 :
  - Gilles Brown, chanteur québécois († 6 février 2016).
  - Fabian (Fabian Forte dit), chanteur américain.
  - Georgeanna Tillman (en), chanteuse américaine du groupe The Marvelettes († 6 janvier 1980).
- 1944 : Christine Boutin, femme politique française.
- 1945 :
  - Bob Marley (Nesta Robert Marley dit), chanteur jamaïcain de reggae (en photographie ci-jointe en contrebas, † 11 mai 1981).
  - Michel Renaud, journaliste et voyageur français († 7 janvier 2015).
  - Michael Tucker, acteur américain.
- 1946 :
  - Angèle Coutu, actrice québécoise.
  - Kate McGarrigle (Catherine Frances McGarrigle dite), auteur-compositrice et interprète québécoise († 18 janvier 2010).
- 1947 : Charles Hickcox, nageur américain triple champion olympique († 15 juin 2010).
- 1948 : Claude Le Roy, footballeur puis entraîneur français.
- 1949 : 
  - Jim Sheridan, acteur, réalisateur et scénariste irlandais.
  - Kazimierz Lipień, lutteur polonais champion olympique († 12 novembre 2005).
- 1950 : Natalie Cole, chanteuse américaine, fille de Nat King Cole († 31 décembre 2015).
- 1951 :
  - Marco Antônio Feliciano, footballeur brésilien.
  - Jacques Villeret (Jacky Boufroura dit), comédien français († 28 janvier 2005).
- 1952 :
  - Ricardo La Volpe, footballeur puis entraîneur argentin.
  - John Patrick O'Neill, expert américain de l'antiterrorisme († 11 septembre 2001).
- 1954 : Supernana (Catherine Pelletier dite), animatrice de radio et de télévision française († 14 septembre 2007).
- 1957 : Robert Townsend (en), acteur, réalisateur et scénariste américain.
- 1958 : Barry Miller, acteur américain.
- 1960 : 
  - Serge Fournel, animateur, réalisateur et producteur breton et français de radio (éphéméride du réseau "France Bleu" depuis 2010).
  - Ed Banach, lutteur américain champion olympique.
  - Lou Banach, lutteur américain champion olympique, frère jumeau du précédent.
- 1961 :
  - Florence Aubenas, journaliste et écrivaine française.
  - Jean-Luc Lemonnier, footballeur français.
  - Iouri Onoufrienko (Юрий Иванович Онуфриенко), cosmonaute russe.
  - Bernd Dittert, coureur cycliste allemand champion olympique.
- 1962 : Axl Rose (William Bruce Rose Jr dit), chanteur et compositeur du groupe de hard rock américain Guns N' Roses.
- 1963 :
  - Scott Gordon, joueur et entraîneur canadien de hockey sur glace.
  - Michael Lloyd « Mike » Hough, joueur de hockey sur glace canadien.
- 1966 : Richard Paul « Rick » Astley, chanteur britannique.
- 1967 : Izumi Sakai (Sachiko Kamachi / 蒲池幸子 dite), chanteuse japonaise du groupe ZARD († 27 mai 2007).
- 1968 : Akira Yamaoka (山岡晃), compositeur japonais.
- 1970 : Patrice Loko, footballeur français.
- 1971 :
  - George Bradley « Brad » Hogg, joueur de cricket australien.
  - José María Jiménez, cycliste sur route espagnol († 6 décembre 2003)..
  - Peter Tchernyshev (Пётр Григорьевич Чернышёв), patineur artistique de danse sur glace russo-américain.
- 1972 : Shawn Respert, basketteur américain.
- 1974 : 
  - Javier Payeras, écrivain essayiste guatémaltèque.
  - Élizabeth Tchoungui, écrivaine, journaliste et animatrice de télévision franco-camerounaise.
- 1975 : Tomoko Kawase (川瀬智子), chanteuse japonaise du groupe The Brilliant Green.
- 1976 :
  - Marie Cavallier, princesse franco-danoise, seconde épouse du prince Joachim de Danemark.
  - Frans Mohede (Francois Henry Willem Mohede dit), chanteur indonésien.
  - Tim Young, basketteur américain.
- 1977 : Joshua Regnall « Josh » Stewart, acteur américain.
- 1978 : Yael Naim (יעל נעים), chanteuse franco-israélienne.
- 1979 : Dan Balan (Дан Бэлан), chanteur et auteur-compositeur moldave du groupe O-Zone.
- 1981 : Jens Lekman, auteur-compositeur-interprète suédois.
- 1982 : Alice Eve, actrice anglaise.
- 1984 :
  - Darren Bent, footballeur anglais.
  - Julie Taton, présentatrice de télévision belge, Miss Belgique 2003.
- 1985 :
  - Deme N'Diaye, footballeur sénégalais.
  - Crystal Reed, actrice américaine.
- 1987 : Pedro Alvarez, joueur de baseball professionnel dominicain.
- 1989 : Tamara Abalde, basketteuse espagnole.
- 1990 : Adam Henrique, hockeyeur canadien.
- 1994 : Charlie Heaton, acteur et musicien britannique.
- 1995 :
  - Jean-Dieudonné Biog, basketteur français.
  - Enzo Crivelli, footballeur français.
  - Leon Goretzka, footballeur allemand.
- 1996 : Kenza Tazi (كنزة التازي), skieuse alpine franco-marocaine.
- 1997 : Ludivine Reding, actrice québécoise.

### XXIesiècle
- 2003 : Inès-Jade Fellah, escrimeuse algérienne.

## Décès

### XIVesiècle
- 1378 : Jeanne de Bourbon, reine de France, épouse de Charles V (° 3 février 1338).

### XVesiècle
- 1497 : Johannes Ockeghem, musicien flamand de la Renaissance (° vers 1420).

### XVIesiècle
- 1593 : Ōgimachi (Michihito dit Ōgimachi ou 正親町天皇), 106e empereur du Japon de 1557 à 1586 (° 18 juin 1517).

### XVIIesiècle
- 1617 : Prospero Alpini, botaniste italien (° 23 novembre 1553).
- 1685 : Charles II d'Angleterre roi d'Angleterre de 1660 à 1685 (° 29 mai 1630).

### XVIIIesiècle
- 1740 : Clément XII (Lorenzo Corsini dit), 246e pape, en fonction de 1730 à 1740 (° 7 avril 1652).
- 1793 : Carlo Goldoni, auteur de théâtre italien (° 25 février 1707).

### XIXesiècle
- 1804 : Joseph Priestley, théologien, prêtre, philosophe, pédagogue et théoricien britannique de la politique (° 13 mars 1733).
- 1833 : Pierre-André Latreille, entomologiste français (° 20 novembre 1762).
- 1886 : Alexandre Lauwick, peintre français (° 24 mars 1823).
- 1899 : Alfred de Saxe-Cobourg-Gotha, Prince Héritier du Duché de Saxe-Cobourg et Gotha (° 15 octobre 1874).

### XXesiècle
- 1903 : Marià Vayreda, écrivain catalan (° 14 octobre 1853).
- 1917 : Louis-Philippe de Grandpré, avocat et juge québécois (° 24 janvier 2008).
- 1918 : Gustav Klimt, peintre symboliste autrichien (° 14 juillet 1862).
- 1927 : Per Leander-Engström, peintre suédois (° 27 février 1886).
- 1929 : Marie-Christine d'Autriche, reine d'Espagne,  veuve et mère de rois (° 21 juillet 1858).
- 1940 : Théophane de Poltava, prêtre, archevêque et théologien russe (° 12 janvier 1873).
- 1945 : Robert Brasillach, écrivain français, fusillé pour faits de collaboration (° 31 mars 1909).
- 1952 : George VI d'Angleterre, roi du Royaume-Uni et du Commonwealth (° 14 décembre 1895).
- 1956 : Henri Chrétien, inventeur français du dispositif optique de l'Hypergonar sur lequel est basé le CinemaScope (° 1er février 1879).
- 1963 : Abdelkrim al-Khattabi (محمد بن عبد الكريم الخطابي), chef berbère rebelle dans le Rif marocain (° vers 1882).
- 1964 : Emilio Aguinaldo, militaire et homme politique président de la République des Philippines (° 22 mars 1869).
- 1965 : Frédéric de Hohenzollern, prince allemand (° 30 août 1891).
- 1967 : Martine Carol (Maryse Mourer dite), actrice française (° 16 mai 1920).
- 1976 : Vincent Anthony « Vince » Guaraldi, pianiste américain (° 17 juillet 1928).
- 1981 :
  - Frederika de Hanovre, reine des Hellènes de 1947 à 1964, veuve du roi Paul Ier et mère du roi Constantin II (° 18 avril 1917).
  - Hugo Montenegro, compositeur américain (° 2 septembre 1925).
  - Marthe Robin, mystique française (° 13 mars 1902).
- 1985 : James Hadley Chase (René Lodge Brabazon Raymond dit), romancier anglais (° 24 décembre 1906).
- 1986 : Georges Cabana, prélat québécois, archevêque de Sherbrooke de 1952 à 1968 (23 octobre 1894).
- 1989 :
  - André Cayatte, réalisateur français (° 3 février 1909).
  - King Tubby (Osbourne Ruddock dit), producteur jamaïcain (° 28 janvier 1941).
  - Barbara Wertheim Tuchman, historienne américaine (° 30 janvier 1912).
- 1991 :
  - Salvador Luria, microbiologiste italien, Prix Nobel de physiologie ou médecine 1969 (° 13 août 1912).
  - Danny Thomas (Amos Muzyad Yakhoob Kairouz dit), acteur et chanteur américain (° 6 janvier 1912).
- 1993 : Arthur Ashe, joueur de tennis américain (° 10 juillet 1943).
- 1994 :
  - Joseph Cotten, acteur américain (° 15 mai 1905).
  - Jack Kirby (Jacob Kurtzberg dit), dessinateur et auteur américain de comics (° 28 août 1917).
  - Ignace Strasfogel, compositeur et chef d'orchestre polonais (° 17 juillet 1909).
- 1995 : 
  - Jacques Duntze, aviateur et résistant français (° 20 juin 1922).
  - James Merrill, poète américain (° 3 mars 1926).
- 1996 : Guy Madison (Robert Ozell Moseley dit), acteur américain (° 19 janvier 1922).
- 1997 :
  - Ernie Anderson, acteur et scénariste américain (° 12 novembre 1923).
  - Riza Lushta, footballeur albanais (° 22 février 1916).
- 1998 :
  - Marcelle Delpastre, écrivaine et poétesse française (° 2 septembre 1925).
  - Claude Érignac, préfet français de la Corse, assassiné à Ajaccio (° 15 décembre 1937).
  - Falco (Hans Hölzel dit), chanteur de rock autrichien (° 19 février 1957).
  - Robert Frickx, écrivain et historien de la littérature belge (° 21 janvier 1927).
  - Nazem Koudsi, homme d'État syrien (° 14 février 1906).
  - Ferenc Sidó, joueur de tennis de table hongrois (° 18 avril 1923).
  - Toshiaki Tanaka, pongiste japonais (° 24 février 1935).
  - Oscar Thiffault, chanteur de musique country canadien (° 6 avril 1912).
  - Carl Wilson, musicien américain du groupe des Beach Boys (° 21 décembre 1946).
- 1999 : Iouri Istomine, footballeur soviétique puis ukrainien (° 3 juillet 1944).
- 2000 : Derroll Adams, musicien et banjoïste américain (° 27 novembre 1925).

### XXIesiècle
- 2001 :
  - Pierre Faurre, homme d'affaires français (° 15 janvier 1942).
  - Steve Halaiko, boxeur américain (° 27 décembre 1908).
  - Richard W. Southern, médiéviste et professeur d'université britannique (° 8 février 1912).
- 2002 :
  - Max Ferdinand Perutz, biologiste autrichien, prix Nobel de chimie 1962 (° 19 mai 1914).
  - Guy Stockwell, acteur américain (° 16 novembre 1934).
- 2003 : René Haby, homme politique français (° 9 octobre 1919).
- 2004 :
  - Gerald Bouey (en), administrateur canadien, quatrième gouverneur de la Banque du Canada (° 2 avril 1920).
  - Fernand Lachance, restaurateur québécois, créateur de la poutine (° 27 août 1917).
  - John Meyrick, rameur britannique (° 2 décembre 1926).
  - Humphry Osmond, psychiatre britannique (° 1er juillet 1917).
- 2005 :
  - Lazar Berman (Лазарь Наумович Берман), pianiste russe (° 26 février 1930).
  - Hubert Curien, homme politique français (° 30 octobre 1924).
  - Karl Haas, pianiste, compositeur et chef d'orchestre allemand (° 6 décembre 1913).
  - Macon Sumerlin, compositeur et professeur de musique américain (° 24 octobre 1919).
- 2006 :
  - Denis Defforey, entrepreneur français (° 7 juillet 1925).
  - Pedro Gonzalez Gonzalez, acteur américain (° 24 mai 1925).
  - Béchir Hamza, médecin tunisien (° 28 octobre 1920).
  - Stella Ross-Craig, botaniste britannique (° 19 mars 1906).
  - Kōji Totani, seiyū japonais (° 12 juillet 1948).
- 2007 :
  - Wolfgang Bartels, skieur alpin allemand (° 14 juillet 1940).
  - Selva Lewis « Lew » Burdette, Jr., joueur de baseball américain (° 22 novembre 1926).
  - Robert Gigi, journaliste et auteur de bandes dessinées français (° 29 juillet 1926).
  - Frankie Laine (Frank Paul LoVecchio dit), chanteur américain (° 30 mars 1913).
  - Flavio Ortega, footballeur brésilien et hondurien (° 1946).
  - Bent Skovmand, biologiste danois (° 25 janvier 1945).
  - Willye White, athlète de sprint et de saut américaine (° 31 décembre 1939).
- 2008 :
  - Charles Borck, basketteur philippin (° 4 janvier 1917).
  - Gwenc'hlan Le Scouëzec, écrivain de langue bretonne français (° 11 novembre 1929).
  - Ruth Stafford Peale, femme de lettres américaine (° 10 septembre 1906).
  - Tony Rolt, pilote automobile britannique (° 16 octobre 1918).
- 2009 :
  - Philip Carey, acteur américain (° 15 juillet 1925).
  - James Whitmore, acteur américain (° 1er octobre 1921).
- 2010 : Roger Guérin, musicien français (° 9 janvier 1926).
- 2011 :
  - Andrée Chedid, écrivaine, poétesse et parolière française (° 20 mars 1920).
  - Ratu Josefa Iloilovatu, enseignant et homme politique président de la République des Îles Fidji (° 29 décembre 1920).
  - Gary Moore, guitariste et chanteur britannique (° 4 avril 1952).
- 2012 : Antoni Tàpies, peintre et sculpteur espagnol (° 12 décembre 1923).
- 2013 : Chokri Belaïd (شكري بلعيد), militant, homme politique et avocat tunisien (° 26 novembre 1964).
- 2014 : Louis Prévoteau, prêtre catholique français, fondateur de la « Madone des motards » (° 4 avril 1922).
- 2015 :
  - André Brink, écrivain sud-africain (° 29 mai 1935).
  - Assia Djebar (Fatima-Zohra Imalayène), femme de lettres algérienne et académicienne française (° 30 juin 1936).
- 2016 : 
  - Gilles Brown, chanteur québécois (° 6 février 1943).
  - Birte Tove (da), actrice danoise (° 16 janvier 1945).
- 2017 :
  - Roger Walkowiak, cycliste français, vainqueur du tour de France 1956 (° 2 mars 1927).
  - Joost van der Westhuizen, joueur de rugby à XV sud-africain (° 20 février 1971).
- 2019 : Manfred Eigen, biophysicien allemand, directeur de l'Institut Max Planck, prix Nobel de chimie en 1967 (° 9 mai 1927).
- 2021 : George Shultz, homme d'État fédéral américain mort à peine devenu centenaire (° 13 décembre 1920).
- 2022 : 
  - George Crumb, compositeur américain de musique contemporaine (° 24 novembre 1929).
  - Jean-Pierre Gredy, auteur français en duo de pièces de théâtre comiques devenu centenaire (° 16 août 1920).
  - Ronnie Hellström, footballeur international suédois (° 21 février 1949).
  - Syl Johnson, chanteur, guitariste et harmoniciste de blues américain (° 1er juillet 1936).
  - Abram Khassine, joueur d'échecs soviétique puis russe (° 15 février 1923).
  - Lata Mangeshkar, chanteuse, compositrice et productrice indienne (° 28 septembre 1929).
  - Abdelmalek Ali Messaoud, footballeur international algérien (° 27 mai 1955).
  - Sayyed Al-Qimni, intellectuel égyptien (° 13 mars 1947).
  - John Vinocur, journaliste et éditorialiste américain (° 17 mai 1940).
- 2023 : Greta Andersen, nageuse danoise (° 1er mai 1927).
- 2024 : 
  - Mohamed Bensaid Aït Idder, résistant et homme politique marocain (° 1er juillet 1925).
  - Rafiga Akhundova, danseuse de ballet et chorégraphe russe puis azerbaïdjanaise (° 7 août 1931).
  - Miguel Ángel, footballeur international espagnol (° 24 décembre 1947).
  - John Bruton, homme d'État irlandais (° 18 mai 1947).
  - Jacques Duval, journaliste, chroniqueur automobile et ancien pilote automobile canadien (° 21 juin 1934).
  - Anthony Epstein, pathologiste et universitaire britannique (° 18 mai 1921).
  - Shreela Flather, femme politique britannique (° 13 février 1934).
  - Cecilia Gentili, actrice, écrivaine, militante pour les droits des personnes trans argentino-américaine (° 31 janvier 1972).
  - Donald Kinsey, chanteur et guitariste de blues et de reggae américain (° 12 mai 1953).
  - Alphonse Lemoine, judoka français (° 19 novembre 1933).
  - Seiji Ozawa, chef d'orchestre japonais (° 1er septembre 1935).
  - Sebastián Piñera, homme d'affaires et homme d'État chilien (° 1er décembre 1949).
  - Jimmy Uguro, homme politique papou-néo-guinéen (° ).
  - Robert Milton Young, scénariste et réalisateur américain (° 22 novembre 1924).

## Célébrations

### Internationale et nationales
- Nations unies : journée internationale contre l'excision décidée par l'ONU pour sensibiliser aux mutilations génitales féminines[17].Bob Marley en concert en 1980, soit quelques mois avant sa mort.

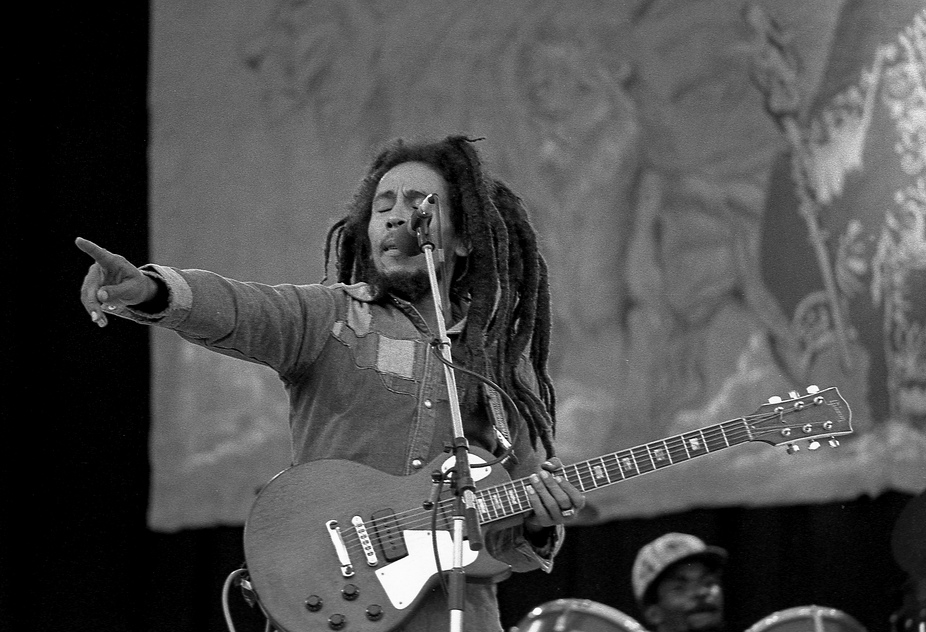
Bob Marley en concert en 1980, soit quelques mois avant sa mort.

- Californie (États-Unis) : journée de Ronald Reagan (en) adoptée par le parlement local californien en 2010 et marquée pour la première fois en 2011 en hommage à son ancien élu fédéré.
- Jamaïque : journée de Bob Marley et fête du mouvement rastafari à l'occasion de l'anniversaire de sa naissance en 1945[18].
- Laponie (Finlande, Norvège, Russie et Suède) : journée nationale ou transnationale sami (en) marquée à la date du premier congrès sámi tenu en 1917 à Trondheim (Norvège).
- Nouvelle-Zélande : Waitangi Day ou fête nationale et jour férié depuis 1970, commémoratif de la signature en 1840 du traité de Waitangi entre tribus māories et la couronne britannique, en plein hiver austral.
- Catalogne : fête de San Gaston.

### Religieuses
- Christianisme orthodoxe : mémoire de Pamphile, Valens, Théodore (= Théodule), Julien et de cinq Égyptiens (voir Eusèbe de Césarée, De mart. Pal., XI 1-28), avec lectures de II Cor. 4, 7-15 (ou 18) et de Mt. 10, 16-22, et mort pour mot commun, dans le lectionnaire de Jérusalem.

#### Saints des Églises catholiques et orthodoxes
Saints des Églises catholiques et orthodoxes :
- Amand d'Elnone († 676), évêque de Maastricht.
- André d'Elnon († 690), disciple et successeur de saint Amand de Maastricht.
- Antolien de Clermont († 265), martyr en Auvergne par Chrocus.
- Constantien de Javron († 570), moine.
- Dorothée de Césarée († IIIe siècle), vierge et martyre à Césarée de Cappadoce avec Théophile.
- Fausta († 308) et les saints Évilase et Maxime, martyrs à Cyzique.
- Ine de Wessex († 726), roi des Saxons.
- Jacques de Cyr († 460), ascète en Syrie.
- Julien d'Émèse († 284), médecin et saint Silvain, évêque, martyrs à Emèse en Phénicie.
- Mél d'Ardagh (en) († Ve siècle), évêque successeur de saint Patrick d'Irlande.
- Photios Ier de Constantinople († 891), patriarche.
- Relinde († v. 750), abbesse en Brabant[21].
- Silvain d'Émèse († v. 311), évêque.
- Vaast d'Arras († 540) — ou « Gaston » —, 1er évêque d'Arras, catéchiste du roi Clovis Ier.

#### Saints et bienheureux des Églises catholiques
Saints et bienheureux des Églises catholiques :
- Aldric († 1200), apparenté aux Carolingiens (voir aussi 7 janvier, 7 février voire 23 juin).
- Alphonse-Marie Fusco († 1910), fondateur des sœurs de Saint-Jean-Baptiste.
- Ange de Furci (en) († 1327), bienheureux ermite de Saint Augustin à Naples.
- Antoine Deynan († 1597), enfant de chœur martyr à Nagasaki.
- Bonaventure de Meaco († 1597), catéchiste et tertiaire franciscain, crucifié à Nagasaki.
- Brynolphe († 1317), bienheureux évêque de Skara en Suède.
- Diego d'Azevedo († 1207), bienheureux moine devenu évêque.
- François Spinelli († 1913), fondateur des adoratrices du Saint-Sacrement.
- Gérald d'Ostie († 1077), prieur bénédictin de Cluny, évêque d'Ostie, légat papal en France, en Espagne et en Allemagne.
- Gonçalo Garcia († 1597), frère franciscain, martyr à Nagasaki comme ci-avant.
- Guérin de Palestrina (en) († 1158), chanoine régulier de saint Augustin, évêque et cardinal de Palestrina.
- Hildegonde de Cologne († 1183), abbesse près de Cologne.
- Jean Soan de Goto († 1597), séminariste jésuite martyr à Nagasaki.
- Marie-Thérèse Bonzel († 1905), bienheureuse religieuse allemande fondatrice des franciscaines de l'Adoration Perpétuelle.
- Mateo Correa Magallanes († 1927), prêtre mexicain chevalier de Colomb, fusillé pour avoir refusé de révéler le secret de la confession.
- Paul Miki († 1597), jésuite martyr à Nagasaki.

#### Saints orthodoxes du jour,aux dates parfois"juliennes"ou orientales
Saints des Églises orthodoxes :
- Dorothée de Kachin (XVIIe siècle), recluse et moniale près de Moscou.
- Xénia Grigorievna († 1806)" folle en Christ".

### Prénoms du jour[Où?]
Bonne fête aux Gaston, ses variantes féminines : Gastonia, Gastonne et Gastonnette ; voire son dérivé affectueux, familier ou ironique Gastounet.
Ainsi qu'aux :
- Aman et ses variants : Amand, Amandin, Amanet, Amans, Amanz, Mandy (voir Amandine), etc.[réf. nécessaire] ( voir aussi les Armand les 23 décembre).
- Aux Dorothée et ses variantes, masculine Dorothé et féminines : Dorothéa, Dorothy, Dosithée.
- Aux Guérin, Warren.

## Traditions et superstitions

### Dictons
- « À la sainte-Dorothée, la plus forte neigée. »[22]
- « À la saint-Gaston, bien souvent le temps n'est pas bon. »[23]
- « À la saint-Gaston, surveille tes bourgeons. »[24]
- « Bise et grand vent à la saint-Amand font mal au froment. »[25] (dicton de Touraine et de l'Orléanais)

### Astrologie
- Signe du zodiaque : 17e jour du signe astrologique du Verseau.

## Toponymie
- Plusieurs voies, places, sites ou édifices de pays ou provinces francophones contiennent la date du jour dans leur nom, voir Six-Février .